# Theope iani
Espèce
Theope iani est une espèce d'insectes lépidoptères de la famille des Riodinidae et du genre Theope.

## Taxonomie
Theope iani a été décrit par Jason Piers Wilton Hall et Keith Richard Willmott (d) en 1994.

## Description
Theope iani est un papillon au dessus des ailes bleu outremer avec aux ailes antérieures de larges bordures costale et externe noires, alors que les ailes postérieures sont presque totalement de couleur bleue avec uniquement une bordure noire au bord costal.
Le revers est de couleur beige cuivrée, plus beige dans l'aire basale, plus cuivré dans l'aire submarginale, avec aux ailes postérieures deux ocelles blancs pupillés de noir submarginaux proches de l'angle anal.

## Écologie et distribution
Theope iani est présent en Équateur.

### Protection
Pas de statut de protection particulier.